# Радуга Финиана (фильм)
«Радуга Финиана» (англ. Finian's Rainbow) — американский фильм-мюзикл 1968 года, режиссёра Фрэнсиса Форда Копполы. Сценарий Йипа Харбёрга и Фреда Сэйди написан на основе одноимённого мюзикла 1947 года.

## Сюжет
Финиан приехал из Ирландии в Америку со своей дочерью Шерон в надежде обрести покой и счастливую жизнь. Для улучшения благосостояния отец привез с собой и волшебный горшок с золотом, который он украл у лепрекона по имени Ог (Томми Стил), жителя волшебной страны. Финиан закапывает горшок рядом с домом, в ожидании наступления счастливых дней и исполнения желаний. Ог настигает вора и, взывая к его совести, просит вернуть золото обратно в сказочную страну. Там, из-за потери волшебного горшка, наступили тяжёлые времена. Тем временем Шарон знакомится с веселым парнем Вуди Махони (Дон Фрэнкс), ищущим приключений и спутницу жизни. С первого взгляда они полюбили друг друга. Но история на этом не заканчивается, а только начинается. Впереди зрителя ждет круговорот из песен, танцев, волшебных превращений и комедийных ситуаций…
Нестареющий мюзикл звезды жанра Фреда Астэра — сказочная история, произошедшая в наши дни. За эту роль Астэр был номинирован на премию "Золотой глобус" в разряде «Лучший актёр в комедии или мюзикле». Великий режиссёр Фрэнсис Форд Коппола создал интересное зрелище, отвечающее всем каноном жанра, одним из его ассистентов на съемочной площадке был молодой Джордж Лукас — будущий автор фантастической саги «Звёздные войны».

## В ролях
- Фред Астер — Финиан Маклонерган
- Петула Кларк — Шэрон Маклонерган
- Томми Стил — Ог
- Дон Фрэнкс — Вуди Махони
- Кинан Уинн — Senator Billboard Rawkins
- Барбара Хэнкок — Сьюзен
- Аль Фриман-младший — Говард
- Рональд Колби — Базз Коллинз
- Дольф Свит — шериф
- Райт Кинг — окружной прокурор
- Louil Silas — Генри

## Награды и номинации
Премия «Оскар» 1969:
- Лучшая музыка: Запись песен к фильму, адаптация партитуры — Рэй Хайндорф (номинация)
- Лучший звук — Warner Bros.-Seven Arts Studio Sound Department (номинация)

Премия «Золотой глобус» 1969:
- Лучший фильм — комедия или мюзикл (номинация)
- Лучший актёр в комедии или мюзикле — Фред Астер (номинация)
- Лучшая актриса в комедии или мюзикле — Петула Кларк (номинация)
- Лучшая актриса второго плана — Барбара Хэнкок (номинация)
- Самый многообещающий дебютант среди женщин — Барбара Хэнкок (номинация)

Премия Гильдии сценаристов США 1969:
- Лучший сценарий американского мюзикла — Э. И. Харбёрг, Фред Сейди (номинация)

Премия Звукоомонтажёров кино (Golden Reel Award) 1969:
- Лучший звуковой монтаж — диалоги (награда)